# Piet Bouter
Pieter (Piet) Adrianus Bouter (Gouda, 28 mei 1887 – Den Haag, 16 september 1968) was een Nederlands kunstschilder.
Bouter was een autodidact en schilderde figuurlijk, met name boeren- en natuurlandschappen. Hij werkte met name voor de Noord-Amerikaanse markt. Hij was een broer van schilder Cor Bouter.